# Liste des navires coulés par des missiles
Cet article présente une liste de navires coulés par des missiles. Des navires ont été coulés par des projectiles non guidés pendant de nombreux siècles, mais l'introduction de missiles guidés pendant la Seconde Guerre mondiale a changé la dynamique de la guerre navale. L'année 1943 voit les premiers navires coulés par des armes guidées, lancées depuis un avion, bien qu'il faudra attendre 1967 pour qu'un navire soit coulé par un missile lancé depuis un navire en dehors d'un environnement de test. Ces deux navires étaient des navires de guerre, mais des missiles ont également attaqué des navires marchands. Plus de cinquante autres navires ont été coulés, en temps de guerre et en temps de paix.
Cette liste ne contient que les navires coulés par des missiles guidés et n'inclut pas ceux détruits par des armes non guidées telles que l'artillerie navale, les torpilles ou les armes composées d'un équipage suicide telles que les Kamikazes à bord de Yokosuka MXY-7 Ohka. Il n'inclut pas non plus les navires paralysés par ce type d'arme puis démolis.

## Contexte

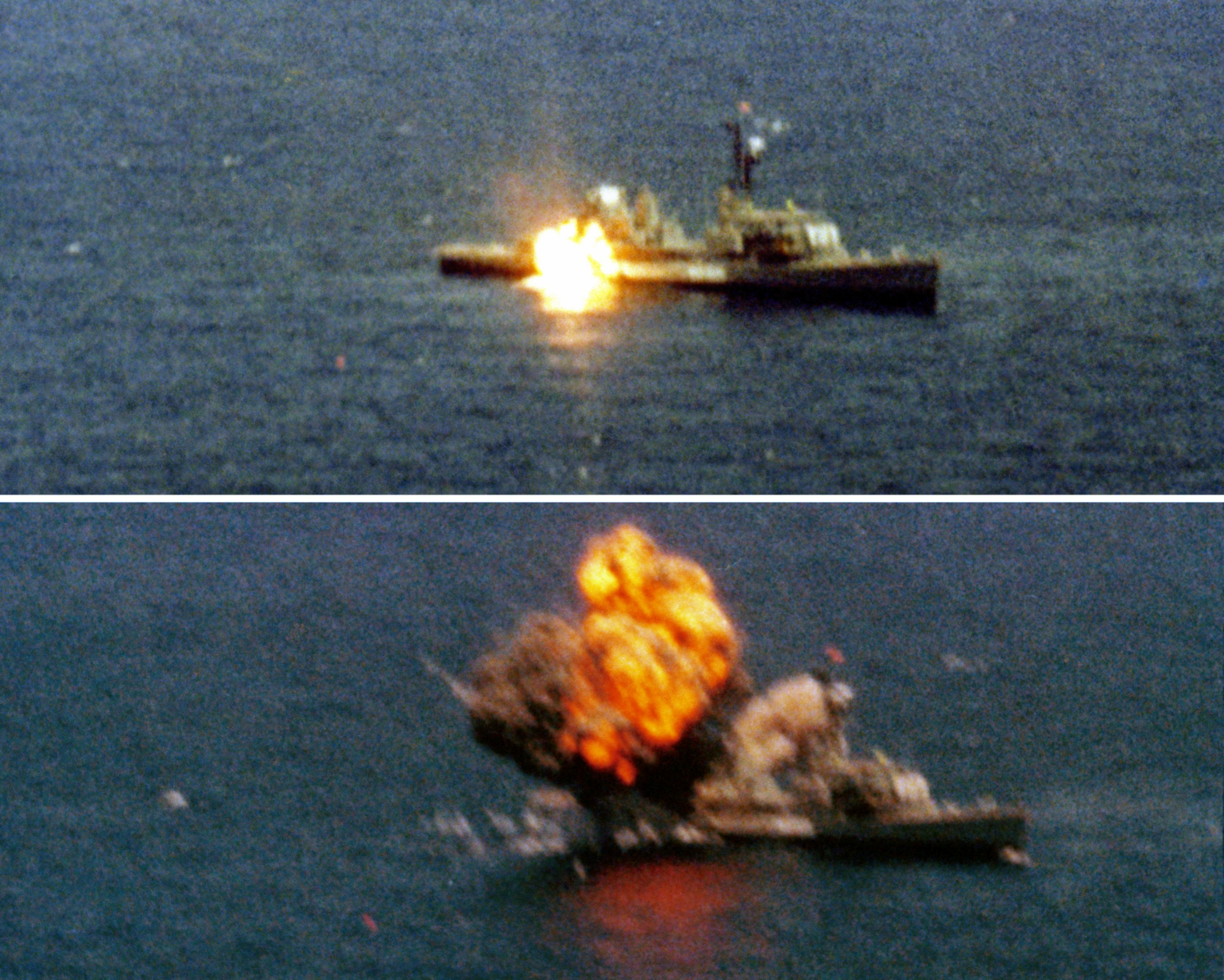
L'ex- touché par un missile Tomahawk durant un exercice.

Les navires ont été équipés pour tirer des projectiles pendant des siècles, en particulier l'utilisation du trébuchet et, finalement, du canon développé par la dynastie Song, cette dernière incarnant l'armement naval à l'ère de la voile. Cependant, l'utilisation d'armes guidées n'émergea que pendant la Seconde Guerre mondiale, lorsque les bombes guidées, un type de munition à guidage de précision, ont commencé à être développées par les Alliés et l'Axe. Le premier prototype à être utilisé de manière opérationnelle est une arme allemande, le Fritz X. Les premières attaques échouèrent, mais le 9 septembre 1943, la bombe Fritz X endommagea le cuirassé italien Italia et coula le cuirassé Roma, qui s'avère être la première frappe réussie d'un missile guidé contre un navire capital. Au même moment, le Henschel Hs 293 entre en service, équipé d'un moteur-fusée. Utilisés pour la première fois au combat en 1943, ce sont les premiers missiles guidés à couler un navire de guerre.
Après la guerre, le développement de missiles anti-navires s'est poursuivi, en particulier en Union soviétique et en Suède, qui ont vu le montage de missiles sur des navires comme un moyen d'augmenter la capacité de frappe des petits navires. C'est un missile soviétique, le P-15 Termit, qui rend ce développement public et coule un navire au combat le 21 octobre 1967, lancé depuis un navire de la marine égyptienne. Cette démonstration conduit à une prolifération d'autres missiles en cours de développement, y compris l'Exocet. Celui-ci est largement utilisé pendant la guerre Iran-Irak, en particulier pendant la guerre des pétroliers, où il est le principal missile utilisé par l'armée de l'air irakienne. En plus des nations, les missiles anti-navires sont également utilisés à partir des années 2010 par des acteurs non étatiques qui ciblent des navires marchands, utilisant des missiles sous une forme de piraterie.
Pour contrer les missiles anti-navires, les navires de guerre utilisent des missiles sol-air, des contre-mesures électroniques avancées et des systèmes d'armes rapprochées.

## Liste
La liste comprend seulement des naufrages vérifiés.
| Navire                   | Nationalité      | Date               | Conflit                            | Tireur           | Missile                            | Notes                                                                                   | Référence |
| ------------------------ | ---------------- | ------------------ | ---------------------------------- | ---------------- | ---------------------------------- | --------------------------------------------------------------------------------------- | --------- |
| HMS Egret                | Royaume-Uni      | 27 août 1943       | Seconde Guerre mondiale            | Avion            | Henschel Hs 293                    | Premier navire coulé par un missile guidé                                               | [ 15 ]    |
| Roma                     | Italie           | 9 septembre 1943   | Seconde Guerre mondiale            | Avion            | Fritz-x                            | Premier navire amiral coulé par des missiles guidés                                     | [ 3 ]     |
| USS LST-79               | États-Unis       | 30 septembre 1943  | Seconde Guerre mondiale            | Avion            | Henschel Hs 293                    |                                                                                         | [ 16 ]    |
| HMS Dulverton            | Royaume-Uni      | 13 novembre 1943   | Seconde Guerre mondiale            | Avion            | Henschel Hs 293                    |                                                                                         | [ 5 ]     |
| MV Birchbank             | Royaume-Uni      | 11 novembre 1943   | Seconde Guerre mondiale            | Avion            | Henschel Hs 293                    |                                                                                         | [ 17 ]    |
| SS Carlier               | Belgique         | 11 novembre 1943   | Seconde Guerre mondiale            | Avion            | Henschel Hs 293                    |                                                                                         | [ 17 ]    |
| MV Marsa                 | Royaume-Uni      | 21 novembre 1943   | Seconde Guerre mondiale            | Avion            | Henschel Hs 293                    |                                                                                         | [ 18 ]    |
| HMT Rohna                | Royaume-Uni      | 26 novembre 1943   | Seconde Guerre mondiale            | Avion            | Henschel Hs 293                    | 1 138 tués, le plus grand nombre de victimes causées par un seul missile anti-navire    | [ 19 ]    |
| HMHS St David            | Royaume-Uni      | 24 janvier 1944    | Seconde Guerre mondiale            | Avion            | Henschel Hs 293                    |                                                                                         | [ 20 ]    |
| SS Samuel Huntington     | États-Unis       | 29 janvier 1944    | Seconde Guerre mondiale            | Avion            | Henschel Hs 293                    |                                                                                         | [ 5 ]     |
| HMS Spartan              | Royaume-Uni      | 29 janvier 1944    | Seconde Guerre mondiale            | Avion            | Henschel Hs 293                    |                                                                                         | [ 21 ]    |
| SS Elihu Yale            | États-Unis       | 15 février 1944    | Seconde Guerre mondiale            | Avion            | Henschel Hs 293                    |                                                                                         | [ 5 ]     |
| HMS Inglefield           | Royaume-Uni      | 25 février 1944    | Seconde Guerre mondiale            | Avion            | Henschel Hs 293                    |                                                                                         | [ 22 ]    |
| HMS Lawford              | Royaume-Uni      | 8 juin 1944        | Seconde Guerre mondiale            | Avion            | Henschel Hs 293                    | Coulé pendant le débarquement de Normandie                                              | [ 23 ]    |
| USS LST-282              | États-Unis       | 15 août 1944       | Seconde Guerre mondiale            | Avion            | Henschel Hs 293                    |                                                                                         | [ 24 ]    |
| Leningrad                | Union soviétique | Mai 1963           | ---                                | Navire de guerre | P-35 Progress                      | Coulé dans un essai de missile                                                          | [ 25 ]    |
| INS Eilat                | Israël           | 21 octobre 1967    | Guerre d'usure                     | Navire de guerre | P-15 Termit                        | Premier navire coulé par un missile lancé par un navire                                 | [ 7 ]     |
| SS Orith                 | Israël           | 13 mai 1970        | Guerre d'usure                     | Navire de guerre | P-15 Termit                        |                                                                                         | [ 26 ]    |
| PNS Khaibar              | Pakistan         | 4 décembre 1971    | Troisième guerre indo-pakistanaise | Navire de guerre | P-15 Termit                        |                                                                                         | [ 27 ]    |
| PNS Muhafiz              | Pakistan         | 4 décembre 1971    | Troisième guerre indo-pakistanaise | Navire de guerre | P-15 Termit                        |                                                                                         | [ 27 ]    |
| MV Venus Challenger      | États-Unis       | 8 décembre 1971    | Troisième guerre indo-pakistanaise | Navire de guerre | P-15 Termit                        |                                                                                         | [ 28 ]    |
| SS Gulf Star             | Panama           | 8 décembre 1971    | Troisième guerre indo-pakistanaise | Navire de guerre | P-15 Termit                        |                                                                                         | [ 29 ]    |
| Yarmouk                  | Syrie            | 8 octobre 1973     | Guerre du Kippour                  | Navire de guerre | Gabriel Mk 1                       |                                                                                         | [ 30 ]    |
| Project 205 Moskit       | Syrie            | 8 octobre 1973     | Guerre du Kippour                  | Navire de guerre | Gabriel Mk 1                       |                                                                                         | [ 32 ]    |
| Trois Project 205 Moskit | Égypte           | 9 octobre 1973     | Guerre du Kippour                  | Navire de guerre | Gabriel Mk 1                       |                                                                                         | [ 32 ]    |
| Ilya Mechnikov           | Union soviétique | 10 octobre 1973    | Guerre du Kippour                  | Navire de guerre | Gabriel Mk 1                       |                                                                                         | [ 33 ]    |
| HMAS Air Sprite          | Australie        | 17 mai 1979        | ---                                | Navire de guerre | RIM-24 Tartar                      | Coulé comme cible                                                                       | [ 34 ]    |
| USS Robert L. Wilson     | États-Unis       | 1er mars 1980      | ---                                | Navire de guerre | RGM-84 Harpoon                     | Coulé dans un essai de missile                                                          | [ 35 ]    |
| Dhofar                   | Oman             | 18 mai 1980        | Guerre Iran-Irak                   | Avion            | AM39 Exocet                        |                                                                                         | [ 36 ]    |
| USS Ozark                | États-Unis       | 1er mars 1980      | ---                                | Avion            | AGM-65 Maverick                    | Coulé comme cible                                                                       | [ 37 ]    |
| Deux Project 205 Moskit  | Irak             | 29 novembre 1980   | Guerre Iran-Irak                   | Navire de guerre | RGM-84 Harpoon                     |                                                                                         | [ 38 ]    |
| IRIS Paykan              | Iran             | 29 novembre 1980   | Guerre Iran-Irak                   | Navire de guerre | P-15 Termit                        |                                                                                         | [ 38 ]    |
| BAP Almirante Guise      | Pérou            | 1er octobre 1981   | ---                                | Navire de guerre | Otomat                             | Coulé dans un essai de missile                                                          | [ 39 ]    |
| HMS Sheffield            | Royaume-Uni      | 4 mai 1982         | Guerre des Malouines               | Avion            | AM39 Exocet                        | Coulé deux jours après avoir été touché                                                 | [ 40 ]    |
| SS Atlantic Conveyor     | Royaume-Uni      | 25 mai 1982        | Guerre des Malouines               | Avion            | AM39 Exocet                        |                                                                                         | [ 41 ]    |
| USS Agerholm             | États-Unis       | 18 juillet 1982    | ---                                | Sous-marin       | UGM-109 Tomahawk                   | Coulé dans un essai de missile                                                          | [ 42 ]    |
| MV Sambow Banner         | Corée du Sud     | 9 août 1982        | Guerre Iran-Irak                   | Avion            | AM39 Exocet                        |                                                                                         | [ 43 ]    |
| MV Eastern Hunter        | Singapour        | 2 janvier 1983     | Guerre Iran-Irak                   | Avion            | AM39 Exocet                        |                                                                                         | [ 44 ]    |
| MV Panoceanic Fame       | Grèce            | 15 mai 1983        | Guerre Iran-Irak                   | Avion            | AM39 Exocet                        |                                                                                         | [ 45 ]    |
| MV Iran Reshadat         | Iran             | 24 août 1983       | Guerre Iran-Irak                   | Avion            | AM39 Exocet                        |                                                                                         | [ 46 ]    |
| MV Iran Rezvan           | Iran             | 25 octobre 1983    | Guerre Iran-Irak                   | Avion            | AM39 Exocet                        |                                                                                         | [ 47 ]    |
| MV Skaros                | Chypre           | 1er février 1984   | Guerre Iran-Irak                   | Avion            | AM39 Exocet                        |                                                                                         | [ 48 ]    |
| MV Charming              | Royaume-Uni      | 1er mars 1984      | Guerre Iran-Irak                   | Avion            | AM39 Exocet                        |                                                                                         | [ 49 ]    |
| MV Rana                  | Arabie saoudite  | 23 août 1984       | Guerre Iran-Irak                   | Avion            | AM39 Exocet                        |                                                                                         | [ 50 ]    |
| MV Song Bong             | Corée du Nord    | 13 septembre 1985  | Guerre Iran-Irak                   | Avion            | AM39 Exocet                        |                                                                                         | [ 51 ]    |
| MV Castor                | Liberia          | 27 février 1986    | Guerre Iran-Irak                   | Avion            | AM39 Exocet                        |                                                                                         | [ 51 ]    |
| Waheed                   | Libye            | 25 mars 1986       | Action dans le golfe de Sidra      | Avion            | AGM-84 Harpoon                     |                                                                                         | [ 52 ]    |
| Ain Zaquit               | Libye            | 25 mars 1986       | Action dans le golfe de Sidra      | Avion            | AGM-84 Harpoon                     |                                                                                         | [ 53 ]    |
| MV Harmony I             | Malte            | 6 mai 1986         | Guerre Iran-Irak                   | Avion            | AM39 Exocet                        |                                                                                         | [ 54 ]    |
| K-219                    | Union soviétique | 6 octobre 1986     | ---                                | ---              | R-27 Zyb                           | Coulé par accident                                                                      | [ 55 ]    |
| MV Bigerange XIV         | Panama           | 1er septembre 1987 | Guerre Iran-Irak                   | Avion            | AM39 Exocet                        |                                                                                         | [ 56 ]    |
| MV Iran Sedaghat         | Iran             | 31 décembre 1987   | Guerre Iran-Irak                   | Avion            | AM39 Exocet                        |                                                                                         | [ 57 ]    |
| IRIS Joshan              | Iran             | 19 avril 1988      | Opération Praying Mantis           | Navire de guerre | RIM-66 Standard                    |                                                                                         | [ 58 ]    |
| IRIS Sahand              | Iran             | 19 avril 1988      | Opération Praying Mantis           | Combiné          | RGM-84 Harpoon                     |                                                                                         | [ 58 ]    |
| Sveti Vlaho              | Croatie          | 6 décembre 1991    | Guerre de Croatie                  | Batterie côtière | 9K11 Malyutka                      | Renfloué en 2001 et conservé comme monument au parc Batala à Dubrovnik                  | [ 59 ]    |
| TČ-219 Streljko          | Yougoslavie      | 8 octobre 1994     | Guerre de Croatie                  | Navire de guerre | RBS-15                             | Coulé comme cible par la marine croate ; navire avait été capturé en 1991               | ,         |
| RČ-310 Velimir Škorpik   | Yougoslavie      | 8 octobre 1994     | Guerre de Croatie                  | Navire de guerre | P-15 Termit                        | Coulé comme cible par la marine croate ; navire avait été capturé en 1991               | ,         |
| ARA Chiriguano           | Argentine        | Octobre 1996       | ---                                | Avion            | AM39 Exocet                        | Coulé comme cible                                                                       | [ 62 ]    |
| USS White Plains         | États-Unis       | 8 juillet 2002     | ---                                | Navire de guerre | RGM-84 Harpoon                     | Coulé comme cible                                                                       | [ 63 ]    |
| USS Harold E. Holt       | États-Unis       | 10 juillet 2002    | ---                                | Combiné          | AGM-114 Hellfire et RGM-84 Harpoon | Coulé comme cible                                                                       | [ 64 ]    |
| USS Spruance             | États-Unis       | 8 décembre 2006    | ---                                | Avion            | AGM-84 Harpoon                     | Coulé comme cible                                                                       | [ 65 ]    |
| USS Horne                | États-Unis       | 14 juillet 2008    | ---                                | Avion            | AGM-84 Harpoon                     | Coulé comme cible                                                                       | [ 66 ]    |
| Georgy Toreli            | Géorgie          | 10 août 2008       | Deuxième guerre d'Ossétie du Sud   | Navire de guerre | P-120 Malakhit                     |                                                                                         | [ 67 ]    |
| USS Fresno               | États-Unis       | 15 septembre 2014  | ---                                | Navire de guerre | RGM-84 Harpoon                     | Coulé comme cible                                                                       | [ 68 ]    |
| USS Reuben James         | États-Unis       | 18 janvier 2016    | ---                                | Navire de guerre | RIM-174 Standard ERAM              | Coulé dans un essai de missile                                                          | [ 69 ]    |
| PNS Tippu Sultan         | Pakistan         | 27 avril 2020      | ---                                | Combinée         | Babur, AM39 Exocet et YJ-83        | Coulé comme cible                                                                       | ,         |
| USS Durham               | États-Unis       | 30 août 2020       | ---                                | Navire de guerre | RGM-84 Harpoon                     | Coulé comme cible                                                                       | [ 72 ]    |
| Jaceguai (V-31)          | Brésil           | 24 juin 2021       | ---                                | Hélicoptère      | AM39 Exocet                        | Coulé comme cible ; premier tir d'un missile Exocet depuis un hélicoptère H225M Caracal | [ 73 ]    |
| Sloviansk                | Ukraine          | 3 mars 2022        | Guerre russo-ukrainienne           | Avion            | Kh-31                              | Coulé à quai                                                                            | [ 74 ]    |
| Moskva                   | Russie           | 14 avril 2022      | Guerre russo-ukrainienne           | Batterie côtière | R-360 Neptune                      | Coulé pendant son remorquage                                                            | [ 75 ]    |
| Vassili-Bekh             | Russie           | 17 juin 2022       | Guerre russo-ukrainienne           | Depuis la côte   | AGM-84 Harpoon                     |                                                                                         | [ 76 ]    |